# Hongkong–Zhuhai–Macao-bron

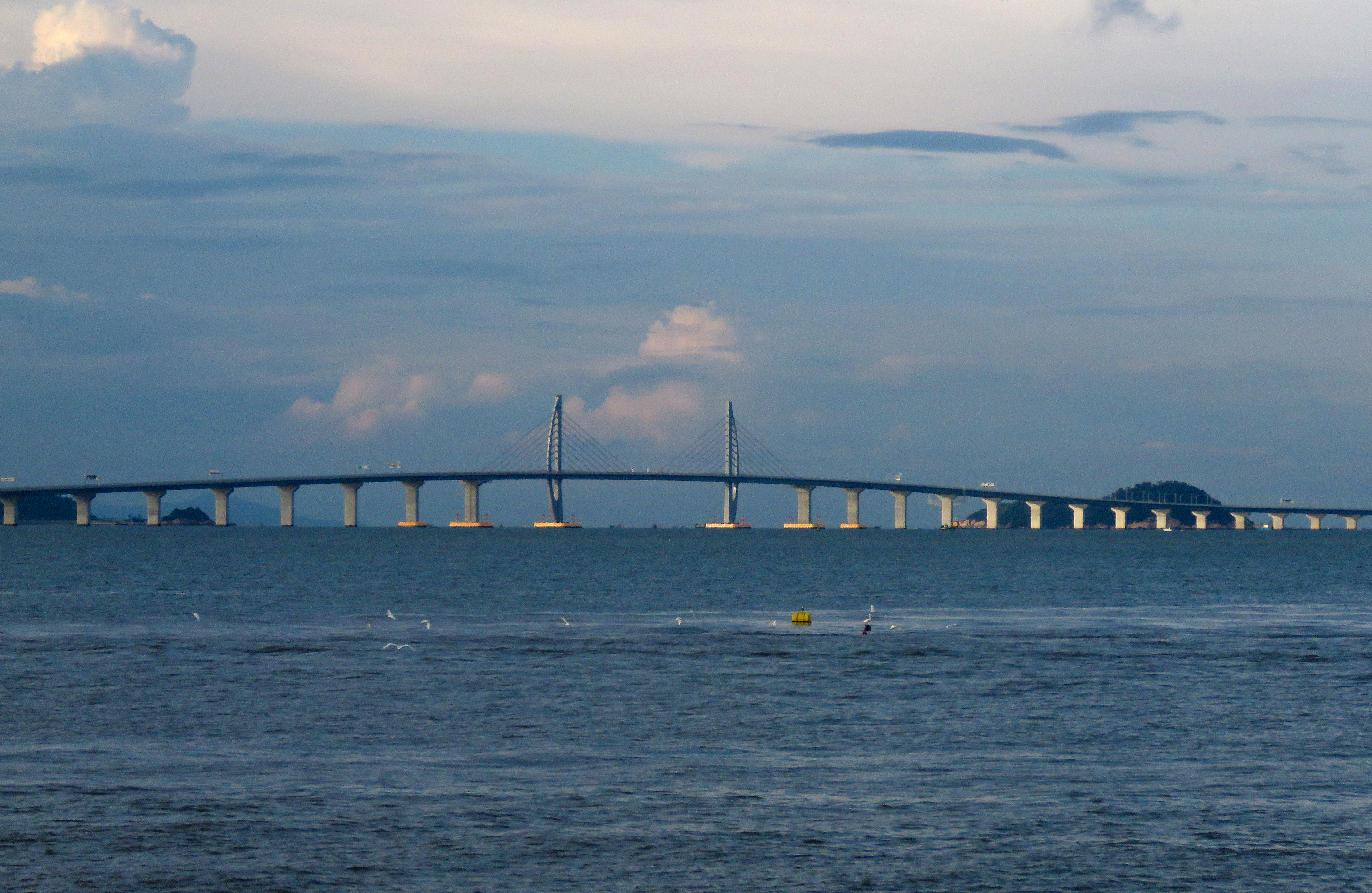
Hongkong–Zhuhai–Macao-bron.

Karta.

Hongkong–Zhuhai–Macao-bron (även kallad HZMB eller KZMB) är en 55 kilometer lång väg och järnväg som går genom ett antal broar och tunnlar och kopplar samman den kinesiska staden Zhuhai med de särskilda administrativa regionerna Hongkong och Macao. För att klara konstruktionen har man skapat två artificiella öar som håller upp brofästen längs vägen. Den är världens längsta bro över vatten.
Projektet påbörjades den 15 december 2009. Bron öppnade i oktober 2018.